# パラディノメ〜恋に身をゆだねて〜
『パラディノメ〜恋に身をゆだねて〜』は、飯田圭織の2ndアルバム。2003年10月22日にゼティマ（現・アップフロントワークス）から発売された。

## 収録曲
1. パラディノメ 〜恋に身をゆだねて〜 （原曲:PARADINOME）
2. リラの季節 （原曲:UN JOUR, UN ENFANT）
3. オー・シャンゼリゼ （原曲:Les Champs-Elysees）
4. ああ、人生 （原曲:AHI ZOI A SAILOR S LOVER）
5. マリン・ブルーの瞳 （原曲:fr:Pull marine）
6. 空 （原曲:CIELO）
7. 砂に消えた涙 （原曲:Un buco nella sabbia）
8. 忘れ去られた道 （原曲:DROMI LISMONIMENI）
9. 夢見る想い （原曲:NON HO L'ETA PER AMARTI）
10. ジャスミン （原曲:TO GIASEMI）